# Campeonato de Wimbledon 1928
La edición 48.º del Campeonato de Wimbledon se celebró entre el 25 de junio y el 6 de julio de 1928 en las pistas del All England Lawn Tennis and Croquet Club de Wimbledon, Londres, Inglaterra.
El cuadro individual masculino lo iniciaron 128 jugadores mientras que el femenino lo iniciaron 80 tenistas.

## Hechos destacados
En la competición individual masculina se impuso el francés René Lacoste logrando el segundo título que obtendría en el torneo al imponerse en la final al francés Henri Cochet.
En la competición individual femenina la victoria fue para la americana Helen Wills Moody logrando el segundo título que obtendría en Wimbledon al imponerse a la española Lili de Álvarez.

## Palmarés
| Seniors              | Vencedor                      | Resultado          | Finalista                        | Finalista |
| -------------------- | ----------------------------- | ------------------ | -------------------------------- | --------- |
| Individual masculino | René Lacoste                  | 6–1, 4–6, 6–4, 6–2 | Henri Cochet                     |           |
| Individual femenino  | Helen Wills Moody             | 6–2, 6–3           | Lili de Álvarez                  |           |
| Dobles masculino     | Jacques Brugnon Henri Cochet  | 13–11, 6–4, 6–4    | Gerald Patterson John Hawke      |           |
| Dobles femenino      | Phoebe Watson Peggy Saunders  | 6–2, 6–3           | Ermyntrude Harvey Eileen Bennett |           |
| Dobles mixto         | Elizabeth Ryan Patrick Spence | 7–5, 6–4           | Daphne Akhurst Jack Crawford     |           |

## Cuadros Finales

### Torneo individual  femenino
| Predecesor: 1927                         | Campeonato de Wimbledon 1928 | Sucesor: 1929                                       |
| Predecesor: Torneo de Roland Garros 1928 | Grand Slam 1928              | Sucesor: Campeonato nacional de Estados Unidos 1928 |

- Datos: Q337138